# Republika Altaj
Republika Altaj (rusko Респу́блика Алта́й, altajsko Алтай Республика, Altaj Respublika) je avtonomna republika Ruske federacije v Sibirskem federalnem okrožju. Meji z republikama Tuvo in Hakasijo, Altajskim okrajem, Kemerovsko oblastjo ter Kitajsko, Mongolijo in Kazahstanom. Ustanovljena je bila 1. julija 1922.